# Julian Amershi
Julian Amershi (* 23. Oktober 1980 in Heidelberg) ist ein deutscher Journalist und Dokumentarfilmer.

## Leben
Julian Amershi wuchs in Osnabrück auf und besuchte das dortige Ratsgymnasium. Nach seinem Studium der Angewandten Kulturwissenschaften an der Leuphana Universität Lüneburg absolvierte er 2009 ein Volontariat für Radio und Fernsehen beim Norddeutschen Rundfunk. Seither arbeitet er für ARD, NDR und Arte als freier Fernsehautor und Reporter, zunächst für mehrere Jahre für die Satiresendung Extra 3. Für die Sender ARD und Arte lieferte er Magazinbeiträge für die Sendungen Ttt – titel, thesen, temperamente, Metropolis und Xenius. 2013 wird Amershi eines der Gesichter der Dokumentations-Serie 7 Tage. Darin dokumentiert er zum Beispiel seine Erfahrungen mit Obdachlosen, Bundeswehr-Rekruten, professionellen Weihnachtsmännern, Katastrophenfilmern oder Campern. Für das Langformat Die Reportage (NDR) realisiert er Filme mit dem Schwerpunkt Soziales und Gesellschaft.
2017 wurde der abendfüllende Dokumentarfilm Der Motivationstrainer auf den 51. Internationalen Hofer Filmtagen uraufgeführt. Darin porträtieren Julian Amershi und sein Co-Regisseur Martin Rieck „Erfolgscoach“ Jürgen Höller. Der vom NDR produzierte Film lief auf zahlreichen Festivals, unter anderem auf dem Filmfestival Max Ophüls Preis und dem DOK.fest München, und wurde am 4. September 2018 in der ARD erstausgestrahlt.

## Filmographie (Auswahl)
- 2012: 7 Tage beim Bund (NDR)
- 2015: 7 Tage Breaking News in Delmenhorst (NDR)
- 2018: Die neuen Stars aus dem Netz (NDR)
- 2018: Der Motivationstrainer (ARD)
- 2019: Urlaub von der Straße (NDR)
- 2020: House of Trumps (ARD)

## Auszeichnungen (Auswahl)
- 2012 – Grimme Preis Nominierung: Grimme Preis Spezial gemeinsam mit Johannes Büchs, Matthias Grübel, Martina Hauschild, Alicia Anker und Robert Missler für Extra 3 – Rubrik NNN – Neueste Nationale Nachrichten[8]
- 2019 – BVKJ-Medienpreis gemeinsam mit Benjamin Arcioli, Katrin Hafemann und Stefani Gromes für Schulhof der Hoffnung[9]
- 2020 – Deutscher Sozialpreis 2020 Kategorie Fernsehen gemeinsam mit Marie Löwenstein für Urlaub von der Straße – Die Obdachlosenreise[10][11]